# Tajvan a 2000. évi nyári olimpiai játékokon
Tajvan az ausztráliai Sydneyben megrendezett 2000. évi nyári olimpiai játékok egyik részt vevő nemzete volt. Az országot az olimpián 14 sportágban 55 sportoló képviselte, akik összesen 5 érmet szereztek.

## Érmesek
| Érem  | Versenyző         | Sportág       | Versenyszám   |
| ----- | ----------------- | ------------- | ------------- |
| Ezüst | Li Feng-Ying      | Súlyemelés    | Női 53 kg     |
| Bronz | Csen Csing        | Asztalitenisz | Női egyes     |
| Bronz | Kuo Yi-Hang       | Súlyemelés    | Női 75 kg     |
| Bronz | Huang Chih-Hsiung | Taekwondo     | Férfi légsúly |
| Bronz | Chi Shu-Ju        | Taekwondo     | Női légsúly   |

## Asztalitenisz
Férfi
| Versenyző                      | Versenyszám | Selejtező         | Csoportkör                                                                               | Csoportkör | 32-es főtábla                                    | Nyolcaddöntő                                                    | Negyeddöntő                                                                      | Elődöntő          | Döntő             | Helyezés |
| Versenyző                      | Versenyszám | Ellenfél Eredmény | Ellenfél Eredmény                                                                        | Hely.      | Ellenfél Eredmény                                | Ellenfél Eredmény                                               | Ellenfél Eredmény                                                                | Ellenfél Eredmény | Ellenfél Eredmény | Helyezés |
| ------------------------------ | ----------- | ----------------- | ---------------------------------------------------------------------------------------- | ---------- | ------------------------------------------------ | --------------------------------------------------------------- | -------------------------------------------------------------------------------- | ----------------- | ----------------- | -------- |
| Chiang Peng-Lung               | Egyes       |                   | erőnyerő                                                                                 | erőnyerő   | Kalínikosz Kreánga (GRE) · 25–23, 21–12, 24–22   | Liu Guozheng (CHN) · 11–21, 13–21, 19–21                        | kiesett                                                                          | kiesett           | kiesett           | 9.       |
| Chang Yen-Shu                  | Egyes       |                   | N csoport · Gdara Hamam (TUN) · 21–10, 21–11, 21–7 · Yi Ding (AUT) · 21–19, 21–13, 21–18 | 1.         | Uladzimir Szamszonav (BLR) · 14–21, 21–23, 14–21 | kiesett                                                         | kiesett                                                                          | kiesett           | kiesett           | 17.      |
| Chang Yen-Shu Chiang Peng-Lung | Páros       | erőnyerő          | erőnyerő                                                                                 | erőnyerő   |                                                  | Dánia (DEN) · Finn Tugwell · Michael Maze · 21–19, 21–15, 22–20 | Dél-Korea (KOR) · I Csholszung · Ju Szungmin · 21–13, 15–21, 21–10, 21–23, 18–21 | kiesett           | kiesett           | 5.       |

Női
| Versenyző                      | Versenyszám | Selejtező         | Csoportkör | Csoportkör | 32-es főtábla                                       | Nyolcaddöntő                                                         | Negyeddöntő                                               | Elődöntő                                               | Döntő                                                            | Helyezés |
| Versenyző                      | Versenyszám | Ellenfél Eredmény | Ellenfél Eredmény | Hely.      | Ellenfél Eredmény                                   | Ellenfél Eredmény                                                    | Ellenfél Eredmény                                         | Ellenfél Eredmény                                      | Ellenfél Eredmény                                                | Helyezés |
| ------------------------------ | ----------- | ----------------- | --- | ---------- | --------------------------------------------------- | -------------------------------------------------------------------- | --------------------------------------------------------- | ------------------------------------------------------ | ---------------------------------------------------------------- | -------- |
| Csen Csing (Chen Jing)         | Egyes       |                   | erőnyerő | erőnyerő   | Marie Svensson (SWE) · 25–23, 21–6, 22–20           | Tóth Krisztina (HUN) · 21–14, 21–9, 21–14                            | Qianhong Gotsch (GER) · 17–21, 19–21, 21–13, 21–10, 21–17 | Vang Nan (Wang Nan) (CHN) · 21–12, 20–22, 17–21, 15–21 | Bronzmérkőzés · Jing Jun Hong (SIN) · 18–21, 21–14, 21–15, 21–10 |          |
| Chen-Tong Fei-Ming             | Egyes       |                   | K csoport · Olena Kovtun (UKR) · 21–10, 21–18, 21–10 · Fabiola Ramos (VEN) · 26–24, 21–9, 21–9                                                        | 1.         | Jie Schöpp (GER) · 16–21, 21–19, 15–21, 21–9, 21–10 | Kojama Csire (JPN) · 26–24, 22–20, 6–21, 9–21, 15–21                 | kiesett                                                   | kiesett                                                | kiesett                                                          | 9.       |
| Xu Jing                        | Egyes       |                   | E csoport · Molnár Zita (HUN) · 21–18, 21–17, 21–11 · Aida Steshenko (TKM) · 21–11, 21–9, 21–11                                                       | 1.         | Konisi An (JPN) · 15–21, 12–21, 15–21               | kiesett                                                              | kiesett                                                   | kiesett                                                | kiesett                                                          | 17.      |
| Csen Csing (Chen Jing) Xu Jing | Páros       | erőnyerő          | erőnyerő | erőnyerő   |                                                     | Románia (ROU) · Mihaela Şteff · Otilia Bădescu · 15–21, 21–23, 20–22 | kiesett                                                   | kiesett                                                | kiesett                                                          | 9.       |
| Tsui Hsiu-Li Yu Feng-Yun       | Páros       | erőnyerő          | G csoport · Horvátország (CRO) · Eldijana Aganović · Boros Tamara · 25–23, 18–21, 10–21 · Nigéria (NGR) · Bose Kaffo · Funke Oshonaike · 21–13, 21–19 | 2.         |                                                     | kiesett                                                              | kiesett                                                   | kiesett                                                | kiesett                                                          | 17.      |

## Atlétika
Férfi
| Versenyző     | Versenyszám | Előfutam | Előfutam | Előfutam | Elődöntő | Elődöntő | Elődöntő | Döntő   | Döntő    |
| Versenyző     | Versenyszám | Idő      | Hely.    | Össz.    | Idő      | Hely.    | Össz.    | Idő     | Helyezés |
| ------------- | ----------- | -------- | -------- | -------- | -------- | -------- | -------- | ------- | -------- |
| Chen Tien-Wen | 400 m gát   | 49,93    | 5.       | 16.      | 50,52    | 8.       | 23.      | kiesett | kiesett  |

Női
| Versenyző      | Versenyszám | Előfutam | Előfutam | Előfutam | Negyeddöntő | Negyeddöntő | Negyeddöntő | Elődöntő | Elődöntő | Elődöntő | Döntő   | Döntő    |
| Versenyző      | Versenyszám | Idő      | Hely.    | Össz.    | Idő         | Hely.       | Össz.       | Idő      | Hely.    | Össz.    | Idő     | Helyezés |
| -------------- | ----------- | -------- | -------- | -------- | ----------- | ----------- | ----------- | -------- | -------- | -------- | ------- | -------- |
| Chen Shu-Chuan | 100 m       | 12,22    | 7.       | 62.      | kiesett     | kiesett     | kiesett     | kiesett  | kiesett  | kiesett  | kiesett | kiesett  |

## Cselgáncs
Férfi
| Versenyző       | Versenyszám  | Selejtező         | 32-es főtábla                        | Nyolcaddöntő      | Negyeddöntő       | Elődöntő          | Vigaszág első kör | Vigaszág negyeddöntő | Vigaszág elődöntő | Bronz- mérkőzés   | Döntő             | Helyezés    |
| Versenyző       | Versenyszám  | Ellenfél Eredmény | Ellenfél Eredmény                    | Ellenfél Eredmény | Ellenfél Eredmény | Ellenfél Eredmény | Ellenfél Eredmény | Ellenfél Eredmény    | Ellenfél Eredmény | Ellenfél Eredmény | Ellenfél Eredmény | Helyezés    |
| --------------- | ------------ | ----------------- | ------------------------------------ | ----------------- | ----------------- | ----------------- | ----------------- | -------------------- | ----------------- | ----------------- | ----------------- | ----------- |
| Chen Chun-Ching | Váltósúly    | erőnyerő          | Szjarhej Kuharenka (BLR) · 0000-1000 | kiesett           | kiesett           | kiesett           |                   |                      |                   |                   |                   | helyezetlen |
| Lee Chih-Feng   | Középsúly    |                   | Fernando González (ESP) · 0000-0201  | kiesett           | kiesett           | kiesett           |                   |                      |                   |                   |                   | helyezetlen |
| Yen Kuo-Che     | Félnehézsúly | erőnyerő          | Iveri Jikurauli (GEO) · 0000-1010    | kiesett           | kiesett           | kiesett           |                   |                      |                   |                   |                   | helyezetlen |

Női
| Versenyző      | Versenyszám  | Selejtező                                   | Nyolcaddöntő                       | Negyeddöntő       | Elődöntő          | Vigaszág első kör | Vigaszág negyeddöntő | Vigaszág elődöntő | Bronz- mérkőzés   | Döntő             | Helyezés    |
| Versenyző      | Versenyszám  | Ellenfél Eredmény                           | Ellenfél Eredmény                  | Ellenfél Eredmény | Ellenfél Eredmény | Ellenfél Eredmény | Ellenfél Eredmény    | Ellenfél Eredmény | Ellenfél Eredmény | Ellenfél Eredmény | Helyezés    |
| -------------- | ------------ | ------------------------------------------- | ---------------------------------- | ----------------- | ----------------- | ----------------- | -------------------- | ----------------- | ----------------- | ----------------- | ----------- |
| Shih Pei-Chun  | Harmatsúly   | Naina Cecilia Ravaoarisoa (MAD) · 1011-0000 | Carolina Mariani (ARG) · 0000-0001 | kiesett           | kiesett           |                   |                      |                   |                   |                   | helyezetlen |
| Hsu Yuan-Lin   | Félnehézsúly | Esther San Miguel (ESP) · 0010-1001         | kiesett                            | kiesett           | kiesett           |                   |                      |                   |                   |                   | helyezetlen |
| Lee Hsiao-Hung | Nehézsúly    | Cvetana Bozsilova (BUL) · 1000-0101         | Priscila Marques (BRA) · 0001-0001 | kiesett           | kiesett           |                   |                      |                   |                   |                   | helyezetlen |

## Íjászat
Női
| Versenyző                          | Versenyszám | Selejtező | Selejtező | 64-es főtábla                            | 32-es főtábla                          | Nyolcaddöntő      | Negyeddöntő                                                                                         | Elődöntő          | Döntő             | Helyezés |
| Versenyző                          | Versenyszám | Pont      | Kiemelt   | Ellenfél Eredmény                        | Ellenfél Eredmény                      | Ellenfél Eredmény | Ellenfél Eredmény                                                                                   | Ellenfél Eredmény | Ellenfél Eredmény | Helyezés |
| ---------------------------------- | ----------- | --------- | --------- | ---------------------------------------- | -------------------------------------- | ----------------- | --------------------------------------------------------------------------------------------------- | ----------------- | ----------------- | -------- |
| Wen Chia-Ling                      | Egyéni      | 628       | 30.       | Sylvie Pissis (FRA) (35.) · 151-149      | Kim Namszun (KOR) (3.) · 158-162       | kiesett           | kiesett                                                                                             | kiesett           | kiesett           | 20.      |
| Liu Pi-Yu                          | Egyéni      | 647       | 8.        | Katja Brix Poulsen (DEN) (57.) · 161-152 | Yang Jianping (CHN) (25.) · 157-160    | kiesett           | kiesett                                                                                             | kiesett           | kiesett           | 23.      |
| Lin Yi-Yin                         | Egyéni      | 640       | 12.       | Asmat Diasamidze (GEO) (53.) · 158-140   | Natalja Bolotova (RUS) (21.) · 157-158 | kiesett           | kiesett                                                                                             | kiesett           | kiesett           | 25.      |
| Liu Pi-Yu Lin Yi-Yin Wen Chia-Ling | Csapat      | 647       | 3.        |                                          |                                        | erőnyerő          | Törökország (TUR) · Elif Altınkaynak · Natalia Nasaridze-Çakir · Zekiye Keskin Şatır (6.) · 227-234 | kiesett           | kiesett           | 8.       |

## Kerékpározás

### Országúti kerékpározás
Női
| Versenyző      | Versenyszám   | Idő              | Helyezés |
| -------------- | ------------- | ---------------- | -------- |
| Chen Chiung-Yi | Mezőnyverseny | 3:28:00 (+21:29) | 45.      |

### Pálya-kerékpározás
Pontversenyek
| Név           | Versenyszám     | Pont | Körhátrány | Helyezés |
| ------------- | --------------- | ---- | ---------- | -------- |
| Fang Fen-Fang | Női pontverseny | 0    | 0          | 13.      |

## Műugrás
Férfi
| Versenyző     | Versenyszám    | Selejtező | Selejtező | Elődöntő | Elődöntő | Döntő   | Döntő    |
| Versenyző     | Versenyszám    | Pont      | Helyezés  | Pont     | Helyezés | Pont    | Helyezés |
| ------------- | -------------- | --------- | --------- | -------- | -------- | ------- | -------- |
| Chen Han-Hung | Egyéni műugrás | 188,46    | 49.       | kiesett  | kiesett  | kiesett | kiesett  |

Női
| Versenyző     | Versenyszám        | Selejtező | Selejtező | Elődöntő | Elődöntő | Döntő   | Döntő    |
| Versenyző     | Versenyszám        | Pont      | Helyezés  | Pont     | Helyezés | Pont    | Helyezés |
| ------------- | ------------------ | --------- | --------- | -------- | -------- | ------- | -------- |
| Chen Ting     | Egyéni műugrás     | 229,77    | 29.       | kiesett  | kiesett  | kiesett | kiesett  |
| Tsai Yi-San   | Egyéni műugrás     | 181,92    | 41.       | kiesett  | kiesett  | kiesett | kiesett  |
| Hsieh Pei-Hua | Egyéni toronyugrás | 284,91    | 13.       | 411,57   | 17.      | kiesett | kiesett  |

## Sportlövészet
Női
| Versenyző   | Versenyszám | Selejtező | Selejtező | Döntő | Döntő    |
| Versenyző   | Versenyszám | Pont      | Helyezés  | Pont  | Helyezés |
| ----------- | ----------- | --------- | --------- | ----- | -------- |
| Lin Yi-Chun | Dupla trap  | 100       | 5.*       | 134   | 4.       |

## Súlyemelés
Férfi
| Versenyző      | Versenyszám | Szakítás | Szakítás | Lökés    | Lökés    | Összesen | Helyezés |
| Versenyző      | Versenyszám | Eredmény | Helyezés | Eredmény | Helyezés | Összesen | Helyezés |
| -------------- | ----------- | -------- | -------- | -------- | -------- | -------- | -------- |
| Wang Shin-Yuan | 56 kg       | 125,0    | 2.*      | 160,0    | 4.       | 285,0    | 4.       |
| Yang Chin-Yi   | 56 kg       | 120,0    | 7.*      | 150,0    | 8.*      | 270,0    | 8.       |
| Li Feng-Ying   | 53 kg       | 97,5     | 2.       | 115,0    | 2.       | 212,5    |          |
| Kuo Yi-Hang    | 75 kg       | 107,5    | 3.       | 137,5    | 2.       | 245,0    |          |

* - egy másik versenyzővel azonos eredményt ért el

## Taekwondo
Férfi
| Versenyző         | Versenyszám | Selejtező                    | Negyeddöntő                 | Elődöntő          | Vigaszág negyeddöntő     | Vigaszág elődöntő        | Bronz- mérkőzés                 | Döntő             | Helyezés |
| Versenyző         | Versenyszám | Ellenfél Eredmény            | Ellenfél Eredmény           | Ellenfél Eredmény | Ellenfél Eredmény        | Ellenfél Eredmény        | Ellenfél Eredmény               | Ellenfél Eredmény | Helyezés |
| ----------------- | ----------- | ---------------------------- | --------------------------- | ----------------- | ------------------------ | ------------------------ | ------------------------------- | ----------------- | -------- |
| Huang Chih-Hsiung | Légsúly     | Higucsi Kijoteru (JPN) · 4-0 | Mihaíl Murúcosz (GRE) · 1-2 |                   | Talaat Abada (EGY) · 7-2 | Salim József (HUN) · 1-0 | Gabriel Taraburelli (ARG) · 3-0 |                   |          |
| Hsu Chi-Hung      | Pehelysúly  | Hadi Saei (IRI) · 2-5        | kiesett                     | kiesett           |                          |                          |                                 |                   | 11.      |

Női
| Versenyző     | Versenyszám | Selejtező                      | Negyeddöntő               | Elődöntő          | Vigaszág negyeddöntő | Vigaszág elődöntő        | Bronz- mérkőzés                 | Döntő             | Helyezés |
| Versenyző     | Versenyszám | Ellenfél Eredmény              | Ellenfél Eredmény         | Ellenfél Eredmény | Ellenfél Eredmény    | Ellenfél Eredmény        | Ellenfél Eredmény               | Ellenfél Eredmény | Helyezés |
| ------------- | ----------- | ------------------------------ | ------------------------- | ----------------- | -------------------- | ------------------------ | ------------------------------- | ----------------- | -------- |
| Chi Shu-Ju    | Légsúly     | Fadime Helvacioglu (GER) · 1-0 | Lauren Burns (AUS) · 3-3  |                   |                      | Döndü Güvenc (TUR) · 3-0 | Hanne Høegh Poulsen (DEN) · 4-0 |                   |          |
| Hsu Chih-Ling | Pehelysúly  | Cynthia Cameron (AUS) · 6-0    | Hamide Bikçin (TUR) · 3-6 | kiesett           |                      |                          |                                 |                   | 8.       |

## Tenisz
Női
| Versenyző               | Versenyszám | 32-es főtábla                                                   | Nyolcaddöntő      | Negyeddöntő       | Elődöntő          | Bronz- mérkőzés   | Döntő             | Helyezés |
| Versenyző               | Versenyszám | Ellenfél Eredmény                                               | Ellenfél Eredmény | Ellenfél Eredmény | Ellenfél Eredmény | Ellenfél Eredmény | Ellenfél Eredmény | Helyezés |
| ----------------------- | ----------- | --------------------------------------------------------------- | ----------------- | ----------------- | ----------------- | ----------------- | ----------------- | -------- |
| Janet Lee Weng Tzu-Ting | Páros       | Ukrajna (UKR) · Olena Tatarkova · Anna Zaporozsanova · 3–6, 6–7 | kiesett           | kiesett           | kiesett           | kiesett           | kiesett           | 17.      |

## Tollaslabda
Férfi
| Versenyző                 | Versenyszám | Selejtező         | 32-es főtábla                                                      | Nyolcaddöntő                  | Negyeddöntő                    | Elődöntő          | Döntő             | Helyezés |
| Versenyző                 | Versenyszám | Ellenfél Eredmény | Ellenfél Eredmény                                                  | Ellenfél Eredmény             | Ellenfél Eredmény              | Ellenfél Eredmény | Ellenfél Eredmény | Helyezés |
| ------------------------- | ----------- | ----------------- | ------------------------------------------------------------------ | ----------------------------- | ------------------------------ | ----------------- | ----------------- | -------- |
| Permadi Fung              | Férfi egyes | erőnyerő          | Mihail Popov (BUL) · 15–0, 15–4                                    | Peter Gade (DEN) · 8–15, 7–15 | kiesett                        | kiesett           | kiesett           | 9.       |
| Huang Chia-Chi            | Női egyes   | erőnyerő          | Neli Negyalkova-Boteva (BUL) · 11–1, 11–5                          | I Kjongvon (KOR) · 11–9, 11–6 | Ye Zhaoying (CHN) · 3–11, 4–11 | kiesett           | kiesett           | 5.       |
| Chan Ya-Lin               | Női egyes   | erőnyerő          | Rayoni Head (AUS) · 11–1, 11–1                                     | Mia Audina (NED) · 2–11, 2–11 | kiesett                        | kiesett           | kiesett           | 9.       |
| Chen Li-Chin Tsai Hui-Min | Női páros   |                   | Dél-Korea (KOR) · I Hjodzsong · Im Kjongdzsin · 11–15, 15–8, 12–15 | kiesett                       | kiesett                        | kiesett           | kiesett           | 17.      |

## Torna
Férfi
| Versenyző    | Versenyszám      | Selejtező | Selejtező | Döntő    | Döntő    |
| Versenyző    | Versenyszám      | Pontszám  | Helyezés  | Pontszám | Helyezés |
| ------------ | ---------------- | --------- | --------- | -------- | -------- |
| Lin Yung-Hsi | Talaj            | 9,225     | 36.*      | kiesett  | kiesett  |
| Lin Yung-Hsi | Ugrás            | 9,287     | 50.       | kiesett  | kiesett  |
| Lin Yung-Hsi | Korlát           | 8,650     | 76.       | kiesett  | kiesett  |
| Lin Yung-Hsi | Nyújtó           | 7,975     | 77.       | kiesett  | kiesett  |
| Lin Yung-Hsi | Gyűrű            | 8,150     | 76.       | kiesett  | kiesett  |
| Lin Yung-Hsi | Lólengés         | 8,387     | 75.       | kiesett  | kiesett  |
| Lin Yung-Hsi | Egyéni összetett | 51,674    | 51.       | kiesett  | kiesett  |

* - négy másik versenyzővel azonos eredményt ért el

## Úszás
Férfi
| Versenyző        | Versenyszám    | Előfutam | Előfutam | Előfutam | Elődöntő | Elődöntő | Elődöntő | Döntő   | Döntő    |
| Versenyző        | Versenyszám    | Idő      | Hely.    | Össz.    | Idő      | Hely.    | Össz.    | Idő     | Helyezés |
| ---------------- | -------------- | -------- | -------- | -------- | -------- | -------- | -------- | ------- | -------- |
| Huang Chih-Yung  | 50 m gyors     | 24,01    | 7.       | 51.      | kiesett  | kiesett  | kiesett  | kiesett | kiesett  |
| Wu Nien-Pin      | 100 m gyors    | 52,72    | 6.       | 55.      | kiesett  | kiesett  | kiesett  | kiesett | kiesett  |
| Wu Nien-Pin      | 200 m gyors    | 1:54,58  | 7.       | 38.      | kiesett  | kiesett  | kiesett  | kiesett | kiesett  |
| Wu Nien-Pin      | 200 m vegyes   | 2:08,85  | 6.       | 44.      | kiesett  | kiesett  | kiesett  | kiesett | kiesett  |
| Li Yun-Lin       | 400 m gyors    | 4:03,10  | 3.       | 41.      |          |          |          | kiesett | kiesett  |
| Li Yun-Lin       | 1500 m gyors   | 16:13,05 | 2.       | 40.      |          |          |          | kiesett | kiesett  |
| Yang Shang-Hsuan | 100 m mell     | 1:04,54  | 4.       | 40.      | kiesett  | kiesett  | kiesett  | kiesett | kiesett  |
| Li Tsung-Chueh   | 200 m mell     | 2:19,30  | 2.       | 30.      | kiesett  | kiesett  | kiesett  | kiesett | kiesett  |
| Tseng Cheng-Hua  | 100 m pillangó | 56,39    | 5.       | 52.      | kiesett  | kiesett  | kiesett  | kiesett | kiesett  |
| Tseng Cheng-Hua  | 200 m pillangó | 2:03,62  | 1.       | 35.      | kiesett  | kiesett  | kiesett  | kiesett | kiesett  |
| Hsu Kuo-Tung     | 400 m vegyes   | 4:42,78  | 4.       | 44.      |          |          |          | kiesett | kiesett  |

Női
| Versenyző       | Versenyszám    | Előfutam | Előfutam | Előfutam | Elődöntő | Elődöntő | Elődöntő | Döntő   | Döntő    |
| Versenyző       | Versenyszám    | Idő      | Hely.    | Össz.    | Idő      | Hely.    | Össz.    | Idő     | Helyezés |
| --------------- | -------------- | -------- | -------- | -------- | -------- | -------- | -------- | ------- | -------- |
| Chiang Tzu-Ying | 50 m gyors     | 26,84    | 1.       | 40.      | kiesett  | kiesett  | kiesett  | kiesett | kiesett  |
| Tsai Shu-Min    | 100 m gyors    | 59,39    | 8.       | 46.      | kiesett  | kiesett  | kiesett  | kiesett | kiesett  |
| Tsai Shu-Min    | 200 m gyors    | 2:06,12  | 7.       | 32.      | kiesett  | kiesett  | kiesett  | kiesett | kiesett  |
| Lin Chi-Chan    | 400 m gyors    | 4:17,76  | 4.       | 25.      |          |          |          | kiesett | kiesett  |
| Lin Chi-Chan    | 800 m gyors    | 9:01,09  | 3.       | 24.      |          |          |          | kiesett | kiesett  |
| Kuan Chia-Hsien | 100 m hát      | 1:07,18  | 7.       | 40.      | kiesett  | kiesett  | kiesett  | kiesett | kiesett  |
| Kuan Chia-Hsien | 200 m hát      | 2:24,61  | 3.       | 33.      | kiesett  | kiesett  | kiesett  | kiesett | kiesett  |
| Hsieh Shu-Ting  | 100 m pillangó | 1:03,52  | 1.       | 41.      | kiesett  | kiesett  | kiesett  | kiesett | kiesett  |
| Hsieh Shu-Tzu   | 200 m pillangó | 2:16,23  | 8.       | 29.      | kiesett  | kiesett  | kiesett  | kiesett | kiesett  |

## Vitorlázás
Férfi
| Versenyző | Versenyszám     | Futam | Futam | Futam | Futam | Futam | Futam | Futam | Futam | Futam | Futam | Futam | Pontszám | Helyezés |
| Versenyző | Versenyszám     | 1     | 2     | 3     | 4     | 5     | 6     | 7     | 8     | 9     | 10    | 11    | Pontszám | Helyezés |
| --------- | --------------- | ----- | ----- | ----- | ----- | ----- | ----- | ----- | ----- | ----- | ----- | ----- | -------- | -------- |
| Huang Ted | Szörfvitorlázás | 6     | 7     | 16    | (22)  | 14    | (17)  | 13    | 6     | 8     | 14    | 16    | 100,0    | 13.      |